# Biserica Ortodoxă Rusă din afara Rusiei
Biserica Ortodoxă Rusă din afara Rusiei (denumită în continuare BORR, rusă Русская православная церковь заграницей, engleză Russian Orthodox Church Outside Russia) este o autoritate religioasă a ortodoxiei răsăritene, formată ca răspuns la politica bolșevicilor față de religie, după victoria Revoluției din Octombrie. Până în anul 2007 a fost o Biserică de sine stătătoare, iar din 2007, după unirea cu Patriarhia Moscovei, se află sub ascultarea acesteia, cu statut de autonomie. Sediul Bisericii Ortodoxe Ruse din afara Rusiei este la New York.

## Istorie

### Formarea și primii ani de existență
În 1920 guvernul sovietic a început o politică ostilă împotriva Bisericii Ortodoxe. Patriarhul Tihon al Moscovei a dat un decret prin care toți creștinii ortodocși de sub ascultarea patriarhiei sale erau îndemnați să caute protecție și îndrumare în altă parte. 
Printre anumiți arhierei ruși, acest ucaz a fost interpretat ca o autorizație pentru convocarea unui sinod de urgență al tuturor conducătorilor bisericii, care să permită Bisericii să supraviețuiască și să funcționeze în afara granițelor naționale. Parcă pentru a urgenta convocarea sinodului, în mai 1922, guvernul sovietic a proclamat propria sa „biserică vie”, ca o reformă a Bisericii Ortodoxe Ruse.
Pe 13 septembrie 1922 ierarhii bisericii ruse din Serbia au convocat un sinod al episcopilor Bisericii Ruse din Străinătate, piatra de fundație a BORR. În luna noiembrie a aceluiași an, Biserica Ortodoxă Rusă din America de Nord a convocat un sinod în timpul căruia l-au ales pe mitropolitul Platon ca primat al exarhatului autonom rus din America. A apărut astfel în SUA un conflict cu trei părți participante: exarhatul Americii, BORR și Biserica Vie, aceasta din urmă considerându-se singura proprietară legitimă a averilor bisericii ortodoxe din America, de vreme ce era singura recunoscută de guvernul sovietic.

### Biserica refugiaților (1922-1991)
În 1927 BORR s-a declarat "... parte a Bisericii Ruse care se află peste graniță și care se consideră o ramură unită spiritual inseparabil cu Marea Biserică Rusă. Ea nu se separă de Biserica Mamă și nu se consideră autocefală", aceasta indicând că BORR se considera ocrotitoarea și purtătoarea de cuvânt a tuturor ortodocșilor ruși din afara URSS-ului.
În anul 1936 întâistătător al BORR a devenit Anastasie Gribanovski, fost arhiepiscop al Chișinăului, destituit din funcție de autoritățile române.
După încheierea celui de-al doilea război mondial, Patriarhia Moscovei a întrevăzut posibilitatea reunificării bisericilor moscovite și BORR, cel mai probabil cu aprobarea guvernului sovietic, care adoptase o atitudine mai conciliantă față de religie și care încerca să obțină o imagine internațională mai favorabilă. Această reunificare nu a fost acceptată de BORR, care considera că Rusia este încă o dictatură comunistă.

### După prăbușirea statului sovietic
De la sfârșitul Uniunii Sovietice, BORR s-a luptat să-și mențină independența față de Biserica Ortodoxă Rusă. Unul dintre motivele acestei acțiuni este acela că Biserica din Rusia s-ar fi compromis în mod inacceptabil. Unele dintre acuzații au avut diferite surse: se vehicula ideea că toți ierarhii bisericii din Rusia au fost agenți activi ai KGB. BORR a încercat să stabilească misiuni în Rusia postsovietică, ceea ce a tensionat relațiile dintre cele două Biserici. 
Nu toate căile de dialog au fost întrerupte. În 2001, Sinodul Patriarhiei Moscovei și BORR au început schimbul de corespondență oficială. Scrisorile moscovite atrăgeau atenția asupra faptului că separarea a fost strict o chestiune politică. BORR a răspuns că era preocupată de implicarea continuă a Moscovei în ecumenism, ceea ce ar compromite ortodoxismul moscovit. Oricum, schimbul acesta de mesaje a fost mult mai prietenos decât cele care au avut loc în deceniile trecute. 
Această posibilitate de apropiere a dus în cele din urmă la o schismă în interiorul BORR. 
În 2004 un număr de clerici din afara Rusiei au vizitat Moscova și s-au întâlnit cu Patriarhul Alexei al II-lea. Au fost înființate comitete mixte pentru începerea dialogului de reapropiere. 
Pe 2 iunie 2005 a fost anunțat simultan pe siturile oficiale ale BORR și ale Patriarhiei Moscovei că discuțiile pentru reapropiere a dus la reluarea completă a relațiilor dintre cele două Biserici, Bisericii Ortodoxe Ruse din afara Rusiei urmând să i se acorde statutul de autonomie.  
BORR este din 2007 în comuniune liturgică cu toate Bisericile oficiale din Ortodoxia Mondială.
Din 2008 până în 2022 întâistătător al acestei biserici a fost mitropolitul Ilarion Kapral⁠(en)[traduceți].